# La Mala EducaXXXion
La Mala EducaXXXion è stato un programma televisivo di Chiara Salvo e Katiuscia Salerno condotto da Elena Di Cioccio e trasmesso nella seconda serata di LA7d.

## Il programma
Il 22 marzo 2011, in occasione del primo compleanno di LA7d, viene trasmessa una puntata pilota. Le puntate successive vanno in onda a partire dal 4 ottobre 2011 in seconda serata. Andando in seconda serata ogni puntata inizia nella tarda serata e finisce durante le prime ore del giorno successivo.
Durante il talk la conduttrice Elena Di Cioccio parla senza pregiudizi né tabù, di sesso e sentimenti con il pubblico in studio composto da 40 donne e 4 uomini. Ogni puntata si apre con un monologo della conduttrice.
Hanno preso parte al programma Éva Henger, Ornella Vanoni e Michela Andreozzi.
La prima serie del programma registra ascolti superiori al doppio della media di rete in seconda serata e viene confermato per una seconda, trasmessa dal 17 aprile 2012. La terza serie è in onda a partire dal 12 marzo 2013.

## Puntate

### Pilota
1. 22/23 marzo 2011 - Il piacere e il desiderio

### Prima stagione
1. 4/5 ottobre 2011 - Fellatio
2. 11/12 ottobre 2011 - Masturbazione
3. 18/19 ottobre 2011 - Cunnilingus
4. 25/26 ottobre 2011 - Sesso nella coppia
5. 1/2 novembre 2011 - Le trasgressioni sessuali
6. 8/9 novembre 2011 - Desiderio
7. 15/16 novembre 2011 - Tabù erotici
8. 22/23 novembre 2011 - I preliminari

### Seconda stagione
1. 17/18 aprile 2012 - Sesso a tre
2. 18/19 aprile 2012 - Pensieri stupendi
3. 19/20 aprile 2012 - Pensieri stupendi
4. 24/25 aprile 2012 - Sex toys
5. 1/2 maggio 2012 - Sesso anale
6. 8/9 maggio 2012 - La pornografia
7. 15/16 maggio 2012 - Scambio di coppia
8. 22/23 maggio 2012 - Fetish e BDSM
9. 29/30 maggio 2012 - Esibizionismo
10. 5/6 giugno 2012 - Posizioni e orgasmo
11. 12/13 giugno 2012 - Sesso omosessuale

### Terza stagione
1. 12/13 marzo 2013 - I 5 sensi
2. 19/20 marzo 2013 - Le trasgressioni domestiche
3. 26/27 marzo 2013 - Sesso e multiculturalità
4. 2/3 aprile 2013 - Il cibo e il sesso
5. 9/10 aprile 2013 - Sesso e potere
6. 16/17 aprile 2013 - Il tradimento
7. 23/24 aprile 2013 - L'età del sesso
8. 30 aprile/1 maggio 2013 - Sesso e uomini
9. 7/8 maggio 2013 - Le dimensioni del sesso
10. 14/15 maggio 2013 - Il sesso orale